# Dusánka
A Dusánka szláv eredetű női név, a Dusán női párja.

## Gyakorisága
Az 1990-es években szórványos név, a 2000-es években nem szerepel a 100 leggyakoribb női név között.

## Névnapok
- március 26.[2]
- április 9.[2]
- szeptember 7.[2]